# 沮渠安周
沮渠安周（？—460年），北涼國君主，匈奴支系盧水胡族人，沮渠蒙遜之子，沮渠牧犍、沮渠無諱之弟，牧犍在位時被任命為樂都太守。
北涼永和七年（439年）北魏攻姑臧，牧犍出降，無諱據酒泉自保，一度向北魏投降，惟不久北魏仍以無諱終為邊患而討之，無諱敗退，安周乃奉無諱之命西渡沙漠攻擊鄯善。442年，無諱西行與安周會師，並佔領鄯善，不久並佔領高昌。
北涼沮渠無諱承平二年（444年），無諱死，安周繼立，不改元，劉宋仍封安周為河西王。安周夺取无讳子沮渠乾寿的军队，乾寿投降北魏。承平十八年（460年），柔然攻高昌，沮渠安周被殺，高昌北涼滅亡。阚伯周被柔然立为高昌国王，阚氏高昌开始。